# Jean-Loup Tournier
Pour les articles homonymes, voir Tournier.
Jean-Loup Tournier (né le 25 novembre 1929 à Paris et mort le 24 mars 2015) est le directeur général puis président du directoire de la Société des auteurs, compositeurs et éditeurs de musique (SACEM), de 1961 à 2001.

## Biographie
Fils d’Alphonse Tournier, fondateur du Bureau international de l’édition mécanique (Biem) et frère de l’écrivain Michel Tournier, il est docteur en droit. En novembre 1955, il devient délégué général de la Sacem pour l’Amérique du Nord, sous les ordres de Georges Auric, puis directeur général de la Sacem.
Pendant la conférence de Stockholm, en 1967, il fait introduire le droit exclusif de reproduction dans la Convention de Berne puis se rapproche du ministre de la Culture, Jack Lang, pour l’adoption de la loi de 1985, sur la rémunération pour copie privée, la protection des droits patrimoniaux 70 ans après le décès du dernier auteur ou compositeur, ou encore la rémunération équitable pour les droits voisins. 
Flûtiste de musique de chambre, fondateur du label Musique française d’aujourd’hui (MFA) et du Centre de documentation pour la musique contemporaine (CDMC), il préside le Fonds d’action Sacem (FAS).
Le 30 juin 1999, lors de la conférence de presse : « Point d'étape sur la recherche historique du traitement des droits d'auteurs juifs sous le Régime de Vichy », il affronte le compositeur Daniel Vangarde sur le passé de la Sacem, sur le passé de son père Alphonse Tournier, avec Pierre Crétin, son ami de la Stagma, en fonction pendant toute la Seconde Guerre mondiale,,.

## Vie personnelle
Il a eu trois enfants, Gilles, Nathalie et Eric, avec Muriel Dupin.

## Récompenses
- Commandeur de la Légion d'honneur.
- Homme de l'année, Midem 1993[6]